# Paula Echevarría
Paula Echevarria est une actrice espagnole née le 7 août 1977 à Candás, Carreño (Asturies). Elle est connue notamment pour le rôle d'Ana Ribera dans les séries Velvet et Velvet Colección

## Biographie
Paula est née à Candás, Carreño (Asturies) en Espagne. Elle a vécu un an à Londres, en Angleterre.
En 2014, alors qu'elle est sur le tournage de Gran Reserva, elle est contactée par les producteurs de Bambu Productions pour intégrer le casting de Velvet, une série sur la mode.
Avec des audiences dépassant les quatre millions de téléspectateurs, la fiction devient un véritable phénomène en Espagne qui porte Paula sur le devant de la scène médiatique. La seconde saison dépasse les espérances des producteurs. La troisième saison place le personnage de Paula au centre de l'intrigue avec l'absence momentanée de son collègue Miguel Angel Silvestre qui revient brièvement dans la quatrième saison.
Pour l'ultime saison de Velvet, l'actrice convainc les stylistes de transformer Ana Ribera son personnage dans la série.
Après le final de la série Velvet, le 21 décembre 2016, les producteurs ont l'idée de préparer un spin-off de la série qui se passerait à Barcelone, elle est l'une des premières actrices avec Marta Hazas qui accepte de faire partie de Velvet Colección.
Paula Echeverria avait déjà tourné avec Ràmon Campos et Gema R. Neira les créateurs de Velvet.
Paula Echevarria possède son propre parfum commercialisé depuis 2015 en Espagne. Elle est aussi l'auteur d'un blog Tras la pista de Paula, sur lequel expose très régulièrement ses styles vestimentaires. Paula Echevarria est également très active sur le réseau social Instagram.
En 2017, elle accepte de faire une apparition dans Velvet Coleccion, le spin off de la série Velvet. Elle reprend ainsi le rôle de d'Ana le temps de trois épisodes Par la suite, elle est annoncée dans deux nouveaux projets : la seconde saison de la série Les Otages du désert et le film Ola de crímenes de Gracia Querejeta. Toutefois, elle déclare en interview, ne pas fermer les portes à un éventuel retour dans la série Velvet collection.
En 2018, elle suit une préparation auprès des militaires pour la série Les otages du désert.

## Vie privée
Paula Echevarria s'est mariée au chanteur David Bustamente en 2006. En 2008, elle donne naissance a leur premier enfant, une petite Daniella.
En 2018 elle annonce son divorce avec le Chanteur. Depuis elle est en couple avec le footballeur Miguel Torres. Elle compte parmi ses amis l'acteur Miguel Angel-Silvestre son partenaire sur la série Velvet. Et ses grandes amies sont les actrices : Marta Hazas et Cécilia Freire.

## Filmographie

### Cinéma
- 2002 : Peor imposible, ¿qué puede fallar?
- 2002 : Machín, toda una vida
- 2003 : Carmen : Marisol
- 2004 : El chocolate del loro : Patricia
- 2005 : Las locuras de Don Quijote : Altisidora
- 2006 : Rojo intenso : Ana
- 2007 : Luz de domingo : Estrella
- 2008 : Sangre de mayo : Inès
- 2012 : Vulnerables : Carla
- 2018 : Ola de Crímenes[8]
- 2019 : Velvet : Un Noël pour se souvenir (Una Navidad para recordar) de Jorge de Torregrosa : Anna Ribera

### Télévision
- 2000 : 7 vidas : Rocio (2 épisodes)
- 2000 : Compañeros : Paula (1 épisode)
- 2001 : Mi teniente : Paula (1 épisode)
- 2001 : Policías, en el corazón de la calle : Eva (1 épisode)
- 2001 : Al salir de clase : Berta (5 épisodes)
- 2003 : London Street : Nuria (13 épisodes)
- 2003-2007 : El comisario : Clara Osma (48 épisodes)
- 2010-2013 : Gran Reserva : Lucía Reverte (42 épisodes)
- 2014-2016 : Velvet : Ana Ribera (55 épisodes)
- 2017-2019 : Velvet Colección : Ana Ribera (4 épisodes)[7]
- 2018 : Les otages du désert : Martina Ibañez[10]